# Sporobolus pungens
Sporobolus pungens là một loài thực vật có hoa trong họ Hòa thảo. Loài này được (Schreb.) Kunth miêu tả khoa học đầu tiên năm 1829.